# Annika Olsson
Annika Olsson, född 1964, är en svensk skådespelare. 

## Filmografi (urval)
- 1987 – Leif
- 1990 – Jag skall bli Sveriges Rembrandt eller dö!
- 2000 – Hassel – Förgörarna
- 2000 – Soldater i månsken
- 2002 – Grabben i graven bredvid
- 2002 – Klassfesten
- 2007 – Ett öga rött
- 2007 – Solstorm
- 2008 – Hotell Kantarell (TV-serie)
- 2009 – Guds tre flickor
- 2009 – På djupet
- 2010 – Himlen är oskyldigt blå
- 2012 – Torka aldrig tårar utan handskar (TV-serie)
- 2015 – I nöd eller lust
- 2016 – Beck – Steinar

## Teater

### Roller
| År   | Roll | Produktion                                                          | Regi      | Teater            |
| ---- | ---- | ------------------------------------------------------------------- | --------- | ----------------- |
| 1990 |      | Don Juan eller Stengästen (Dom Juan ou Le Festin de pierre) Molière | Eva Sköld | Malmö stadsteater |